# The Devil You Know (Heaven & Hell)
The Devil You Know è il primo e unico album studio degli Heaven & Hell, il gruppo musicale formato dagli ex membri dei Black Sabbath già presenti nella formazione con la quale hanno visto la luce gli album Heaven and Hell, Mob Rules e Live Evil nella prima metà degli anni '80, e Dehumanizer nel 1992.
The Devil You Know è stato pubblicato il 28 aprile 2009 e ha raggiunto la top 10 nella stessa settimana di uscita, debuttando al n° 8 della classifica Billboard 200, con 30,000 copie vendute ed è l'ultima apparizione discografica di Ronnie James Dio, deceduto il 16 maggio 2010.

## Concepimento
Nel 2006, la formazione dei Black Sabbath dell'era Ronnie James Dio registra tre nuovi brani, The Devil Cried, Shadow of the Wind e Ear in the Wall, per l'album greatest hits intitolato Black Sabbath: The Dio Years. Tony Iommi successivamente dichiarò in un'intervista che i tre pezzi erano stati scritti poiché non c'era sufficiente materiale originale dei Black Sabbath dell'era Dio che valesse la pena pubblicare, pertanto si decise di scrivere queste canzoni e registrarle. The Devil Cried venne pubblicato come singolo promozionale per l'uscita dell'album.

## Titolo e copertina
La copertina è l'adattamento di un quadro di Per Øyvind Haagensen intitolato Satana. L'illustrazione mostra i numeri 25 e 41. Geezer Butler dichiara in un'intervista che i numeri che compaiono si riferiscono alla Bibbia, vangelo secondo Matteo, passo 25:41 sull'Ultimo Giudizio, dove viene detto "quelli che siedono alla sinistra del Signore saranno scaraventati giù all'inferno." Butler ha anche spiegato che il nome dell'album è un riferimento al nome della band, dato che i fan li conoscono come Black Sabbath.
Durante la scelta della copertina, la band restrinse la scelta a due delle loro preferite, ma ebbe difficoltà a prendere la decisione finale. L'altra copertina in lizza era il tradizionale logo del diavolo dei Black Sabbath.

## Accoglienza della critica
AllMusic ha descritto The Devil You Know come più vicino in spirito ai primi due album dei Black Sabbath rispetto agli album dei Black Sabbath dell'era Dio.
Inoltre nota come gli Heaven & Hell esprimano "un lato molto diverso della personalità di Tony Iommi e Geezer Butler", rispetto a quella che si osserva nei Black Sabbath con Ozzy Osbourne e pertanto "la scelta di uscire sotto un nome diverso è motivata". Metal Hammer descrive l'album come "una delle uscite discografiche di peso dell'anno". Martin Popoff giudica l'album come migliore di Dehumanizer, ma non buono come Heaven and Hell o Mob Rules e descrive le parti vocali di Dio come caratterizzate da "enunciazione drammatica" e "passione".

## Tour
Gli Heaven & Hell hanno intrapreso una seconda tournée internazionale (dopo la prima tournée nel 2007) in supporto di The Devil You Know. La prima data della tournée è stata a Bogotà (Colombia) il 5 maggio 2009. Hanno suonato come artisti di supporto nei concerti le band progressive rock Coheed and Cambria e The Mars Volta in Nord America per un ristretto numero di date nell'agosto 2009.

## Tracce
Testi e musiche di Tony Iommi, Geezer Butler e Ronnie James Dio, tranne dove indicato.
1. Atom and Evil – 5:15
2. Fear – 4:48
3. Bible Black – 6:29
4. Double the Pain – 5:25
5. Rock and Roll Angel – 6:25
6. The Turn of the Screw – 5:02
7. Eating the Cannibals – 3:37
8. Follow the Tears – 6:12
9. Neverwhere – 4:33
10. Breaking into Heaven – 6:53

Bonus track per la versione iTunes
1. I (live) – 6:30
2. Die Young (live) – 6:46 (Iommi, Butler, Dio, Bill Ward)

## Formazione
- Ronnie James Dio – voce
- Tony Iommi – chitarre
- Mike Exeter – tastiere
- Geezer Butler – basso
- Vinny Appice – batteria

## Classifiche
| Chart (2009)               | Peak position |
| -------------------------- | ------------- |
| Classifica album Finlandia | 5             |
| Classifica album Svezia    | 8             |
| Classifica album Norvegia  | 15            |
| Classifica album Germania  | 17            |
| Classifica album Austria   | 37            |
| Classifica album Francia   | 53            |
| Classifica album Belgio    | 84            |
| Classifica album Svizzera  | 31            |
| Classifica album Polonia   | 20            |
| Classifica album UK        | 21            |
| Classifica album USA       | 8             |